# Старомусино (Кармаскалинський район)
Старому́сино (рос. Старомусино, башк. Иҫке Муса) — присілок у складі Кармаскалинського району Башкортостану, Росія. Адміністративний центр Старомусинської сільської ради.
Населення — 580 осіб (2010; 758 в 2002).
Національний склад:
- башкири — 80 %

## Видатні уродженці
- Батирова Банат Хайруллівна — Герой Соціалістичної Праці.